# Atarba (Atarba) multiarmata
Atarba (Atarba) multiarmata is een tweevleugelige uit de familie steltmuggen (Limoniidae). De soort komt voor in het Neotropisch gebied.